# Orion (Erotik)

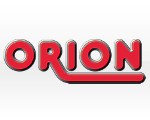
Logo beider „Orion“-Unternehmen

Orion (Eigenschreibweise ORION) ist der Name zweier inhabergeführter deutscher Erotik-Unternehmen, die Orion Versand GmbH & Co. KG mit Hauptsitz in Flensburg, Schleswig-Holstein, die Versandhäuser in Deutschland, Österreich, Schweiz, Spanien, Dänemark, Schweden und Norwegen sowie einen internationalen Großhandel unterhält, und die Orion Erotik Fachgeschäfte GmbH & Co. KG mit Sitz im mittelhessischen Biebertal, die über 140 Erotik-Fachgeschäfte in Deutschland und Europa betreibt.

## Geschichte
1962 gründete Werner Susemichel (1939–2020) aus Heuchelheim ein Unternehmen zum Versand von „Hilfsmitteln für die Ehehygiene“ und eröffnete 1965 bundesweit das erste Fachgeschäft in seinem Elternhaus im Zentrum des Ortes. Von hier aus begann er die Expansion der Fachgeschäftskette. Unter dem Namen FCV Erotic-Shops betrieb Susemichel Anfang der 1980er Jahre 20 Erotic-Shops und belieferte weiterhin den bundesdeutschen Markt.
Seine Konkurrenz war die Beate Uhse AG, die 1981 den Orion Versand ausgliederte, um das Unternehmen gerecht in zwei Familienstämme aufzuteilen. Beate Uhse leitete weiterhin, gemeinsam mit ihrem Sohn Ulrich, unter dem alten Namen Uhse die Läden und den Großhandel. Ein weiterer Sohn von Beate Uhse, Klaus Uhse, sowie ihr Stiefsohn Dirk Rotermund, führten den Versand und den Verlag unter dem Namen Orion fort. Dirk Rotermund wandte sich bei der Konzeption seiner Ladenkette an Susemichel und beide einigten sich auf eine Kooperation: Die FCV-Shops firmieren seit der Gründung der Orion Fachgeschäfte GmbH 1986 unter der Marke Orion. 2004 übergab Werner Susemichel die Geschäfte an seine Tochter Heike Susemichel. Anfang 2007 gab es 160 Ladengeschäfte und 900 Mitarbeiter.

## Unternehmen

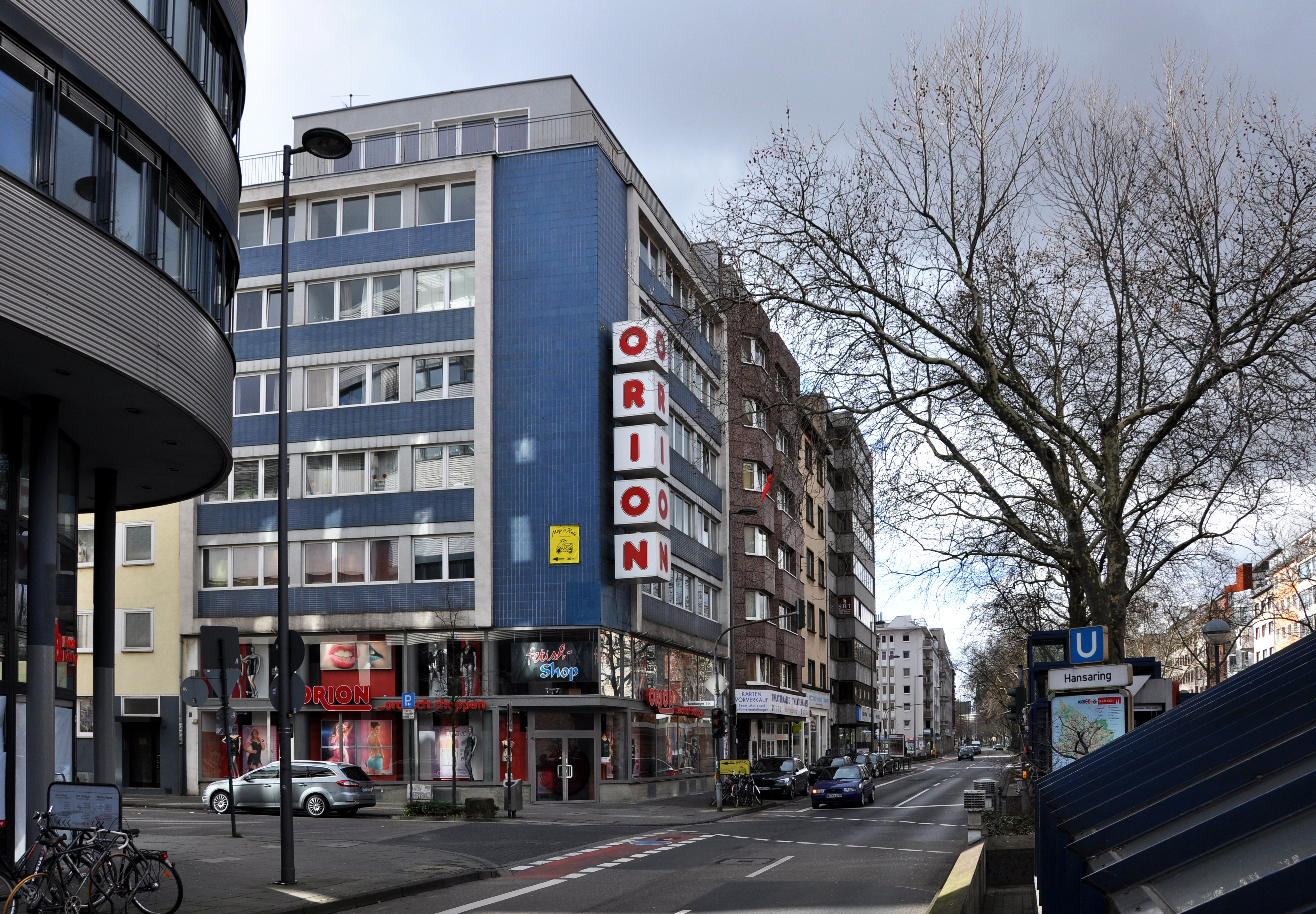
Orion Fetisch-Shop in Köln

Heute betreibt die Orion Erotik Fachgeschäfte GmbH & Co. KG, deren Mehrheitsanteile weiter in Besitz der Familie Susemichel sind (Orion Versand ist mit 49 Prozent an den Fachgeschäften beteiligt), 140 Fachgeschäfte bundesweit, aber auch in weiteren europäischen Ländern. Die Firmengeschicke werden dabei aus Biebertal gesteuert. In der Gemeinde im Landkreis Gießen sitzt die Zentrale sowie das Logistik- und Ladenbauzentrum und ist mit 106 Mitarbeitern zweitgrößter Arbeitgeber. 2006 erzielte die Firma einen Umsatz von 44 Millionen Euro.
Das Unternehmen Orion Versand ist seit etwa 1995 auf den Internet-Handel und auf erotische Dienstleistungen im Internet und Multimediaangebote spezialisiert. Mittlerweile ist der internationale Großhandel ein Hauptstandbein von Orion. Jedes der europäischen Orion-Tochterunternehmen ist mit eigenem Portal in der jeweiligen Landessprache und Währung vertreten. Das Stammhaus des Orion Versand- und Großhandels sowie der internationalen Orion Erotik Shops befindet sich in Flensburg/Schleswig-Holstein, in der Nähe der Beate Uhse AG. Dort arbeiten 300 der insgesamt 900 Mitarbeiter. Laut Selbstdarstellung des Unternehmens sind dabei etwa 80 Prozent der Mitarbeiter – quer durch alle Hierarchien – Frauen. Geschäftsführer der Orion Versand GmbH & Co. KG ist Maike Rotermund, die Stiefenkelin von Beate Uhse. Der Umsatz des Orion Versandes betrug im Geschäftsjahr 2012/13 rund 67 Millionen Euro. Der Umsatz betrug 2014/2015 ungefähr 64,5 Mio. Euro.